# Sergej Renev
Sergej Renev (Russisch: Сергей Ренев) (3 februari 1985) is een Kazachs wielrenner die anno 2012 uitkomt voor Astana. In 2008 werd hij 2e in het Kazachs Nationaal kampioenschap op de weg.

## Belangrijkste overwinningen
2005
- Kazachs Klimkampioen, Beloften

## Resultaten in voornaamste wedstrijden
| Jaar | Ronde van Italië | Ronde van Frankrijk | Ronde van Spanje |
| ---- | ---------------- | ------------------- | ---------------- |
| 2010 |                  |                     | 97e              |
| 2011 |                  |                     |                  |

| Jaar |  | WK op de weg |  | Wereldranglijsten |
| ---- |  | ------------ |  | ----------------- |
| 2010 |  |              |  |                   |
| 2011 |  | 163e         |  | 182e (UWT)        |

Bagdonas · Balčiūnas · Chernisjov · Dyaçenko · Dmitriev · Groezdev · Iglinski · Joemabekov · Juodvalkis · Kolesov · Kondrotas · Kruopis · Ljalko · Mochus · Navardauskas · Raimbekov · Renev · Sjoesjemoin · Tlewbajev
Armstrong ·
Bazajev ·
Brajkovič ·
Contador ·
Dmitriev ·
Dyaçenko ·
Hernández ·
Horner ·
Iglinski · 
Kirejev ·
Klöden ·  
Köpeşov ·
Leipheimer ·  
Morabito ·
Moeravjov · 
Navarro ·
Noval ·
Paulinho ·
Popovytsj ·
Raimbekov ·
Rast ·
Renev ·
Rubiera ·  
Schär · 
Vaitkus ·
Vinokoerov ·
Yoandri ·
Zejts ·
Zubeldia
Bazajev ·
Contador ·
A. Davis ·
S. Davis ·
de la Fuente ·
Dmitriev ·
Dyaçenko ·
Fofonov ·
Gasparotto ·
Goerov ·
Hernández ·
Hryvko ·
M. Iglinski · 
V. Iglinski ·
Jufré ·
Kirejev ·
Navarro ·
Nepomnyaşşïy ·
Noval ·
Pereiro ·
Raimbekov ·
Renev ·
Selvaggi ·
Štangelj ·  
Tiralongo · 
Vinokoerov ·
Zejts
Bazajev ·
Clarke ·
Davis ·
Di Grégorio ·
Dyaçenko ·
Fofonov ·
Gasparotto ·
Hryvko ·
M. Iglinski · 
V. Iglinski ·
Jufré ·
Kangert ·
Kasjetsjkin ·
Kessiakoff ·
Kirejev (tot 15/08) ·
Kišerlovski ·
Kreuziger ·
Lorenzetto ·
Masciarelli ·
Mizoerov ·
Nepomnyaşşïy ·
Petrov ·
Renev ·
Štangelj ·  
Tiralongo · 
Vaitkus ·
Vinokoerov ·
Zejts ·
Groezdev (stagiair) ·
Joemabekov (stagiair) ·
Sjoetsjemojin (stagiair) ·
Tlewbajev (stagiair)
Aru ·
Bazajev ·
Božič ·
Brajkovič ·
Dyaçenko ·
Fofonov ·
Gasparotto ·
Gavazzi ·
Groezdev ·
Guarnieri ·
Hryvko ·
M. Iglinski · 
V. Iglinski ·
Kangert ·
Kasjetsjkin ·
Kessiakoff ·
Kišerlovski ·
Kreuziger ·
Masciarelli (tot 31/05) ·
Moeravjov ·
Nepomnyaşşïy ·
Petrov ·
Ponzi ·
Renev ·
Seeldraeyers · 
Silin · 
Tiralongo · 
Vinokoerov  ·
Zejts